# Нишки споразум (1739)
Нишки споразум, познат и као Нишки уговор из 1739. године, био је мировни споразум између Османског султаната и Руског царства, који је потписан 3. октобра у Нишу, чиме је окончан Руско-турски рат (1735—1739). Нишком мировном споразуму претходио је прелиминарни руско-турски мировни споразум, који је потписан 18. септембра 1739. године у Београду, путем француског посредовања, а истога дана је био склопљен и посебан Београдски мир између Хабзбуршке монархије и Османлија.

## Позадина
Руско-турски рат (1735-1739) био је последица настојања Русије да добије Азов и Крим, што је требало да буде први корак ка њеној доминацији на Црном мору. У неколико успешних напада предвођени војсковођом Минхеном, Руси су успели да сломе отпор Кримског каганата, прешавши реку Дњестар у Молдавији и 1739. године умарширали су у молдависку престоницу Јаши, коју су и заузели.

## Развој догађаја
Хабзбуршка монархија је ушла у рат 1737. године на страни Руса како би добила део освојених области, али је била приморана да склопи посебан мир са Турском, предавши том приликом северну Србију, северну Босну и Олтенију, и омогућивши на тај начин Османлијама да одоле руском притиску ка Цариграду. За узврат, султан признаје Хабзбуршко царство за званичног заштитника свих турских хришћанских поданика (види милет), штоје положај који је такође захтевала и Русија за себе.

## Последице
Хабзбуршки пораз у бици код Гроцке (21. и 22. јула 1739. године) довео је до потписивања хабзбуршко-османског примирја (1. септембар), чиме је наговештен излазак Хабзбуршке монархије из рата, што је навело и Русију да пристане на француско посредовање за склапање мира. То је довело до склапања два мировна споразума, који су потписани 18. септембра 1739. године у Београду, први је био Београдски мир између Хабзбурговаца и Османлија, док је други био прелиминарни споразум између Русије и Османског царства, који је потписан путем француског посредовања. Коначни руско-турски мировни споразум потпиан је 3. октобра у Нишу. Русија се морала одрећи својих претензија на Крим и Молдавију, добивши дозволу да сагради луку на Азову, али не и да тамо гради утврђења нити да поседује флоту у Црном мору.